# Uvaria unguiculata
Uvaria unguiculata är en kirimojaväxtart som först beskrevs av L.W. Jessup, och fick sitt nu gällande namn av L. L. Zhou, Y. C. F. Su och R. M. K. Saunde. Uvaria unguiculata ingår i släktet Uvaria och familjen kirimojaväxter. Inga underarter finns listade i Catalogue of Life.